# Squatina armata
El angelote (Squatina armata) es una especie de elasmobranquio escuatiniforme de la familia Squatinidae.

## Alimentación
Su alimentación se basa principalmente en peces teleósteos.